# Laurel und Hardy: The Fixer Uppers
The Fixer Uppers (deutsch: Dick und Doof als Scheidungsgrund / Die Heinzelmännchen / Die Vermittler / Verlorene Liebe) ist eine US-amerikanische Kurzfilm-Komödie mit dem Komikerduo Laurel und Hardy in den Hauptrollen. Der Film entstand im Jahr 1935 unter der Regie von Charley Rogers und kam im Verleih von MGM in die Kinos.

## Handlung
Das Weihnachtsfest naht und Laurel & Hardy treten als Verkäufer von Grußkarten auf. Bei Winterwetter ziehen sie von Tür zu Tür und preisen ihre Ware an. So treffen sie auch auf eine verstörte Frau, Madame Pierre Gustav, die ihrem Mann eine Freude  machen möchte. Denn es scheint, dass ihr Ehemann, ein Künstler, sie vernachlässigt. Laurel schlägt ihr vor, ihren Mann eifersüchtig zu machen. Die beiden „probieren“ einen langen, intensiven Kuss, damit Hardy Bescheid weiß. Der übernimmt es für ein kleines Honorar, sich als Liebhaber der Dame auszugeben.
Herr Pierre Gustav, ein sehr guter Schütze, kommt heim und sieht eine leidenschaftliche Kuss-Szene. Sofort fordert er Hardy zu einem Duell um Mitternacht heraus. Pierre Gustav gibt Hardy seine Karte, der selbst natürlich keine hat und sich mit einer Grußkarte revanchiert.
Laurel und Hardy gehen in ein Café, um ihre Sorgen mit Bier zu ertränken, wobei sie über das Duell nachdenken. Hardy ist verzweifelt, bis Laurel darauf hinweist, dass der wütende Künstler eigentlich keine Möglichkeit hat, das tödliche Rendezvous zu erzwingen. Er weiß nicht, wo Hardy wohnt; wenn der einfach nicht zum Duell erscheint, muss alles gut gehen. Hardy ist begeistert.
Daraufhin gesellt sich ein melancholischer Betrunkener, den sie zuvor schon beim Klinkenputzen getroffen hatten, zu ihnen und bittet sie um einen Gefallen. Der Barkeeper will ihm nichts mehr zu trinken verkaufen. Wenn Laurel und Hardy für ihn Getränke kaufen, will er ihnen den gesamten Bestand an Grußkarten abkaufen. Die Dreiergruppe macht sich daran, sich ausgiebig zu betrinken.
Schließlich muss eine hilfreiche Gruppe von Polizisten sich um die Schnapsleichen kümmern. In Hardys Tasche finden sie Pierre Gustavs Karte und bringen die beiden Ohnmächtigen in die Wohnung des Künstlers. Als dieser Laurel und Hardy schlafend im Bett seiner Frau findet, kommt es zum finalen Drama. Nur mit Glück können Stan und Ollie lebend entkommen.

## Produktion
Der vom 9. bis 19. Januar 1935 in den Hal Roach Studios gedrehte Film kam am 9. Februar 1935 im Verleih von MGM in die Kinos.
Der Film wird manchmal fälschlicherweise als The Fixer-Uppers (mit einem Bindestrich) benannt. Laut der Titelkarte (normalerweise die offizielle Quelle) gibt es aber keinen Bindestrich.
Die Szene des Probekusses dauert 43 Sekunden. Da 1935 eine Zensurregel bezüglich Küssen bestand, die besagte, dass zwei Personen, die sich küssen, nicht länger als 5 Sekunden ohne Schnitte zu sehen sein dürfen, ist dies der Grund dafür, dass während des Busch/Laurel-Kusses mehrere Schnitte zum zuschauenden Hardy eingebaut wurden. Der das Duell provozierende Kuss mit Hardy dauert nur 7 Sekunden.

## Kritik
Die Besprechungen des Films in den amerikanischen Printmedien waren im Frühjahr 1935 durchweg positiv. (laurel-and-hardy.com)
„Die Qualität ihrer noch folgenden Roach-Filme zeigt, dass sie noch viel in sich hatten, aber ihre letzten Kurzfilme waren so uninspiriert und mittelmäßig wie nur möglich“, meint John Larrabee.
Auch weniger beachtete Laurel & Hardy-Kurzfilme, zu denen The Fixer Uppers gehört, können schöne Überraschungen bieten. „Ein ziemlich langweiliger kleiner Film“, urteilt Randy Skretvedt über The Fixer Uppers in seinem Buch über das Duo, stellt aber auch fest, dass er ganz großartige Gags enthält.
Der Movieblog beurteilte den Film nach einem Zitat des Komikers Jackie Gleason. Dieser sagte einmal, dass es drei Stadien in der Karriere eines Komikers gibt. Das erste Stadium ist, wenn das Publikum nicht vorhersagen kann, was der Komiker tun wird; das zweite ist, wenn das Publikum es vorhersagen kann, aber die Vorhersehbarkeit genießt; und das dritte ist, wenn der Komiker so vorhersehbar ist, dass das Publikum sich abwendet. In The Fixer Uppers befänden sich Laurel & Hardy eindeutig in Stufe 2 – keine großen Überraschungen in der Nummer, aber immer noch viel Spaß beim Zuschauen, so der Movieblog.